# Plus belle la vie
Plus belle la vie ist eine französische Fernsehserie, die im August 2004 startete und das Äquivalent zur englischen Coronation Street und zur deutschen Lindenstraße bildet. Sie läuft täglich (Montag bis Freitag) auf France 3 und auf dem belgischen Sender RTBF.
Als renommierter Filmstar war Corinne Le Poulain in der Rolle der Solange Chaumette mit von der Partie. 
Die Sendung gehört zu den erfolgreichsten der französischen Fernsehlandschaft und hat mit dazu beigetragen, das Bild der südlichen Metropole Marseille in der öffentlichen Wahrnehmung positiv zu verändern. Das fiktive Stadtviertel „Le Mistral“, in dem die Soap angesiedelt ist, weist deutliche Parallelen zum Quartier du Panier auf.